# Rob Ellis
Pour les articles homonymes, voir Robert Ellis et Ellis.
 (février 2017).
Si vous disposez d'ouvrages ou d'articles de référence ou si vous connaissez des sites web de qualité traitant du thème abordé ici, merci de compléter l'article en donnant les références utiles à sa vérifiabilité et en les liant à la section « Notes et références ».
Robert Damian Ellis, né le 13 février 1962 à Bristol, Angleterre, est un batteur, producteur musical, connu en tant que membre du groupe de PJ Harvey et arrangeur.

## Biographie
Il fut producteur et arrangeur pour Marianne Faithfull, Madrugada, Laika, Swell, Placebo, Marlene Kuntz, (ex Tricky), Martina Topley-Bird, Scott Walker, Ute Lemper, Lise Westzynthius, Pooka, Kitty Wu, Michael Partington, Nathalie Nordnes, Mick Harvey, Anna Calvi.

## Discographie
Avec Spleen, son groupe
- Soundtrack to Spleen, sorti en 1996
- Little Scratches en (1998)
- Nun Lover! (2006).

## Compositeur
- Music for the home - Volume 1 est sorti en 2000, et Music for the home - Volume 2 en 2004 sur le label Leaf.